# Whiteman Park
Whiteman Park är en park i Australien. Den ligger i regionen Swan och delstaten Western Australia, omkring 16 kilometer nordost om delstatshuvudstaden Perth. Whiteman Park ligger 36 meter över havet.
Runt Whiteman Park är det ganska tätbefolkat, med 108 invånare per kvadratkilometer.. Närmaste större samhälle är Perth, omkring 16 kilometer sydväst om Whiteman Park. 
I omgivningarna runt Whiteman Park växer huvudsakligen savannskog. Genomsnittlig årsnederbörd är 820 millimeter. Den regnigaste månaden är juli, med i genomsnitt 142 mm nederbörd, och den torraste är januari, med 11 mm nederbörd.